# Rudolf Balles
Rudolf Balles (* 16. Oktober 1916 in Aschaffenburg; † 2. September 2010 in Karlsruhe) war ein deutscher Kommunalpolitiker (CSU).

## Leben
Balles wurde in Aschaffenburg geboren und verbrachte seine Kindheit in München. Nachdem sein Vater zum Bezirksamtmann von Lohr am Main ernannt worden war, besuchte er dort von 1933 bis 1938 das Gymnasium. Er studierte in München und legte 1940 das Referendarexamen ab. Anschließend leistete er Kriegsdienst. Ab 1949 arbeitete er am Landratsamt in Lohr am Main und wechselte 1954 als Regierungsrat zur Regierung von Unterfranken. 
In Nachfolge von Rudolf Englert wurde er 1958 zum Landrat des unterfränkischen Landkreises Lohr a.Main gewählt und zweimal, 1964 und 1970, im Amt bestätigt. Er blieb bis zur Auflösung des Landkreises im Zuge der kommunalen Neugliederung Bayerns am 1. Juli 1972 im Amt. In seine Amtszeit fallen der Bau des Kreiskrankenhauses und die Renovierung des Lohrer Schlosses.
Von 1972 bis 1986 war er Verwaltungsleiter des Bezirks Oberbayern.

## Ehrungen
- 1973: Verdienstkreuz 1. Klasse der Bundesrepublik Deutschland
- Umweltmedaille des Freistaats Bayern